# NGC 2628
NGC 2628 este o galaxie seyfert de tip 2⁠(d) situată în constelația Racul. A fost descoperită în 16 noiembrie 1784 de către William Herschel.